# روبي بوسكو
روبي بوسكو (بالإنجليزية: Robbie Bosco)‏ هو لاعب كرة قدم أمريكية أمريكي، ولد في 11 يناير 1963 في روزفيل في الولايات المتحدة.